# Salannin
Salannin ist ein sekundärer Pflanzenstoff aus der Gruppe der Limonoide; es ist eine pentacyclische Verbindung, die aber im Gegensatz zu anderen Limonoiden kein Lacton ist. Salannin wirkt als Fraßschutz und beeinflusst das Wachstum von Insekten negativ.

## Vorkommen

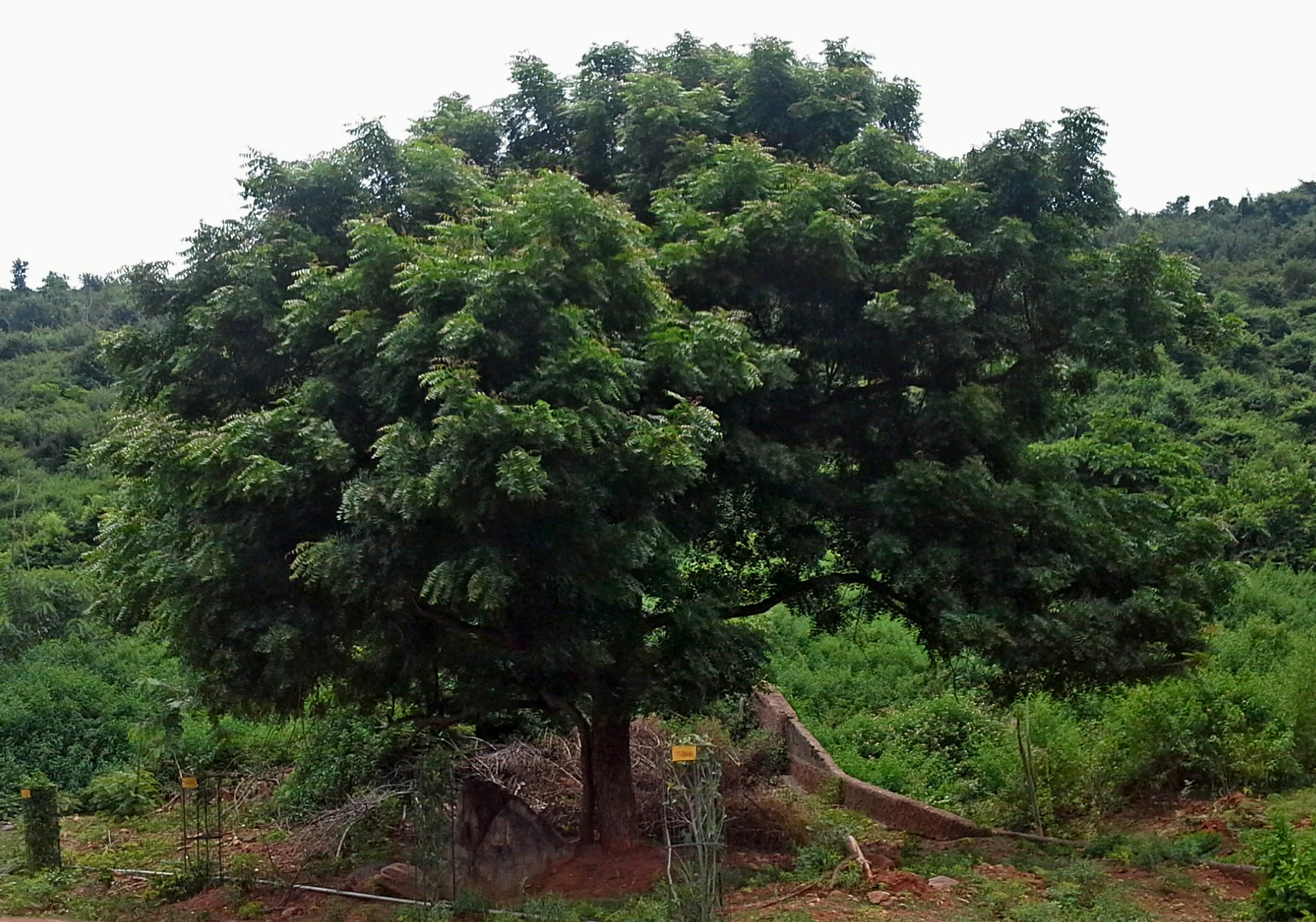
Niembaum

Salannin kommt als Limonoid vor allem in Zitrusfrüchten sowie in Samen und Blättern von Melia volkensii und des Niembaumes (Azadirachta indica) vor. Die nur in Thailand vorkommende Varietät Azadirachta indica var. siamensis enthält deutlich weniger Salannin als die indische.

## Verwendung
Neemöl kann zur Bekämpfung von Insekten verwendet werden; es enthält als aktiven Inhaltsstoff neben Salannin auch Azadirachtin.